# 7270 Панкін
7270 Панкін (7270 Punkin) — астероїд головного поясу, відкритий 7 липня 1978 року.
Тіссеранів параметр щодо Юпітера — 3,165.